# هفئی
هه‌فی (نیز هه فئی و هفی و هفئی) (به چینی: 合肥 به انگلیسی: Hefei) یکی از شهرهای کشور جمهوری خلق چین است.
جمعیت آن در سال ۲۰۰۸ میلادی برابر ۱،۴۱۷،۷۴۷ نفر تخمین زده شده‌است . جمعیت آن با حومه بیش از چهار میلیون و چهارصد هزار نفر است .
هه‌فی مرکز استان آن‌هوئی در جنوب شرقی چین است. نام قدیم آن هوفئی بوده‌است.